# Джафаров Меммед Зейналабдін Оглу
Джафаров Меммед Зейналабдін оглу, Мамед Джафар Джафаров (9 травня 1909 — 11 травня 1992) — критик, літературознавець, прозаїк, член Спілки письменників Азербайджану з 1939, доктор філологічних наук (1961), професор (1963), дійсний член Азербайджанської академії наук (1976), заслужений вчений Азербайджанської РСР (1982).
Народився в Нахічевані. Отримав тут першу освіту, закінчив Нахічеванський педагогічний технікум (1928—1932).
Окрім продовження навчання на факультеті мови та літератури АПІ, він працював завідувачем відділу в редакціях газет «Молодий робітник» та «Працівник освіти» (1932—1935). Навчався в аспірантурі кафедри арабської літератури цього ж інституту (1935—1938). Декан факультету літератури (1938—1939), старший викладач Бакинського дворічного учительського інституту (1939—1941), доцент кафедри російської літератури АУМ (Азербайджанський університет мов), а також завідувач кафедри «Літературної газети» (1941—1943), директор з наукової роботи заступника Учительського інституту імені Губи (1943—1945), доцент кафедри російської літератури АУМ, також редактор «Адабият Газеті» (1945—1949), декан філологічний факультет АУМ, старший науковий співробітник Інституту мови та літератури імені Нізамі Азербайджанської академії наук (1949—1951), завідувач відділу російської літератури АУМ (1951—1953), завідувач відділу радянської літератури (1959—1962), кафедра теорії літератури (1963—1982) в Інституті мови і літератури імені Нізамі АН Азербайджану, директором інституту (1982—1984). Вчений секретар Відділу соціальних наук Академії наук Азербайджану (1984—1987).